# Eustache Charles d'Aoust
Eustache Charles Joseph d'Aoust (Douai, 27 de fevereiro de 1763 - Paris, 2 de julho de 1794) foi um general francês ao tempo da Revolução, morto na guilhotina.

## Biografia
Sua família foi tornada nobre em 1454 por Carlos VII e o nome advém da cidade de Aouste, situada a 180 km da capital; era filho mais velho do marquês Eustache-Jean-Marie D'Aoust, que se casara em 9 de outubro de 1761 com Marie Bernardine-Adolphine De Jambline.
Seu pai fora deputado em 1792, na Convenção Nacional e quando naquele ano o rei Luís XVI fora ali julgado proferira seu voto pela condenação regicida; o marquês permaneceu como suplente na Convenção até 1795.
Aos quinze anos matriculou-se, por orientação paterna, como cadete das escolas militares e preparatória, onde se tornou segundo-tenente supernumerário (sem remuneração) no regimento da infantaria real, como oficial da aristocracia.
Em 1782 participou da Guerra de Independência dos Estados Unidos onde, por sua bravura e habilidade nos combates, foi promovido a primeiro-tenente, em 16 de agosto de 1789; Eustache continua a galgar as fileiras militares e é promovido a tenente até que, a 26 de maio de 1790, é feito ajudante de campo do marechal Jean-Baptiste Donatien de Rochambeau, sendo nomeado capitão no ano seguinte.
Em 1792 foi designado capitão no Exército do Norte, como ajudante de campo do marechal Nicolas Luckner; ali toma a cidade holandesa de Menin e em seguida se dirige a Valenciennes; a 7 de outubro desse ano é promovido a coronel e transferido para o exército do Reno, onde se torna ajudante de campo do duque de Biron, que se torna então seu protetor e instrutor nas estratégias defensivas.
Transferido para a Itália, ali conhece o general Luc Dagobert, que se torna um obstáculo à sua carreira: Dagobert procura sempre humilhá-lo e diminuí-lo nos conselhos oficiais, até mesmo quando Eustache foi, em 2 de junho de 1793, feito general de brigada e nomeado comandante-em-chefe do exército dos Pirenéus Ocidentais; ali, à frente de dezoito mil homens, ganhou a simpatia do convencional Fabre de l'Hérault que, na ausência dos titulares, por seis vezes o nomeou para o comando-em-chefe.
Em agosto assume o posto de Hilarion Paul François Bienvenu Puget, marquês de Barbantane, que abandonou o posto para se refugiar em Narbonne, até a chegada de Dagobert; em setembro comandou aquela que é considerada a mais gloriosa vitória do exército dos Pirenéus Ocidentais, na batalha de Peyrestortes.
Em setembro Dagobert, que não tomara parte das batalhas, assumiu o comando do exército e trata com desdém os heróis dos combates, e manifesta especial inveja em relação a d'Aoust; com as mudanças de humor que rapidamente se alteram na Revolução, em novembro de 1793 Dagobert foi acusado num conselho militar pelos Comissários do Povo Claude Dominique Fabre e Gaston e demitido, numa ação que foi apoiada por d'Aoust e outro general; como reação Dagobert, preso em Paris a 22 de dezembro, defendeu-se acusando-os de conspiração e verdadeiros responsáveis por sua demissão.
Em missão contra a Espanha, d'Aoust realiza uma manobra de retirada, o que basta para que seja declarado suspeito; no dia seguinte a esse movimento, seu protetor Fabre é morto, e uma série de atos negligenciados por Amédée Doppet faz com que este informante, para se safar, envie uma carta caluniando Louis-Pierre Delattre e a d'Aoust; face a esta segunda denúncia, o general se vê diante de crimes punidos com a morte, pois se tratava de recusa em servir à República, confirmando aquilo que antes afirmara Dagobert.
Convocado a se explicar em 22 de dezembro, a 2 de janeiro de 1794 foi detido, sendo falsamente acusado a 19 daquele mês por traição; levado para a Conciergerie, em Paris, a 2 de julho teve um julgamento sumário conduzido pelo promotor Antoine Fouquier-Tainville; seus protestos não serviram de nada, bem como a ausência das testemunhas de acusação que já tinham morrido, tornando impossível uma contradição; foram lidos três relatórios de prisão, plenos de contradições.
O promotor profere sua sentença, condenando d'Aoust e outros dois jovens oficiais que serviam com ele; foram então dali levados de carroça ao patíbulo; no caminho seu pai detém a passagem, e despede-se do filho; subiu à guilhotina na Place du Trône Renversé; ele e mais trinta e dois executados naquele dia foram sepultados numa vala comum, no convento das Carmelitas de Compiègne, mais tarde o Cemitério de Picpus (em um total de 1.300 vítimas da guilhotina ali depositados).